# هيئة تنظيم الاتصالات (عمان)
 هيئة تنظيم الاتصالات العمانية؛ نشأت في عام (2002) بموجب قانون تنظيم الاتصالات الصادر بالمرسوم السلطاني رقم (30/2002) وذلك بهدف تحرير وترويج خدمات الاتصالات في السلطنة.

## أهداف الهيئة
- ضمان توفر خدمات الاتصالات بأسعار معقولة في جميع أنحاء السلطنة.
- تعزيز استخدام خدمات الاتصالات بهدف تسهيل عملية الوصول إلى الأسواق العالمية و شبكة المعلومات الدولية.
- رعاية مصالح المنتفعين والمزودين لخدمات الاتصالات وذلك فيما يتعلق بالأسعار، وأسعار المعدات، ومستوى الجودة والكفاءة في قطاع الاتصالات.
- تشجيع الأنشطة التجارية ذات الصلة بقطاع خدمات وأجهزة الاتصالات، ذلك من خلال توفير كافة السبل والإمكانيات الملائمة التي تٌمكن الجهات المرخص لها من مزاولة النشاط بطريقة عادلة، الأمر الذي يسهم في توفير بيئة تنافسية ذات كفاءة عالية.
- تطوير الكفاءة الاقتصادية في أداء الجهات المرخص لها بمزاولة الانشطة التجارية ذات صلة بالقطاع.
- ضمان توفر كافة السبل الملائمة لتحقيق المنافسة العادلة بين الجهات المرخص لها بمزاولة الانشطة ذات الصلة بقطاع الاتصالات، لتوفير خدمات الاتصالات بمعايير عالمية وبأسعار معقولة، واتخاذ الاجراءات اللازمة لتمكين هذه الجهات من التنافس على الصعيد العالمي.
- تٌشجيع الجهود البحثية والتطويرية في مجال قطاع الاتصالات.[2]

## وصلات خارجية
- موقع الهيئة